# Turmhügel Hutterhof
Der Turmhügel Hutterhof ist eine abgegangene mittelalterliche Turmhügelburg (Motte) unmittelbar südöstlich von Hutterhof, einem Gemeindeteil der niederbayerischen Stadt Bogen im Landkreis Straubing-Bogen. Die Anlage wird als Bodendenkmal unter der Aktennummer D-2-7142-0138 als „Turmhügel des Mittelalters“ geführt. 

## Beschreibung
Im Bereich des Donau-Altwassers liegt der Turmhügel Hutterhof, ein künstlich aufgeschütteter Turmhügel von etwa 30 m Durchmesser und ca. 2 m Höhe. Wie auf dem Urkataster von Bayern zu sehen ist, war dieser von einem breiten Wassergraben umgeben; dessen westlicher Teil ist als Weiher noch erhalten, die östliche Seite ist heute eine sumpfige Senke. An der Nordostseite ist ein Graben mit einem Damm erkennbar. Der Zugang erfolgte von Norden her, heute ist dies nur noch eine dammartige Bodenwelle.